# 段純
段純（？—355年），前秦苻健在位時，段純出任為尚書右僕射、太保。苻生即位後，段純與太師魚遵，丞相雷弱兒，太傅毛貴，司空王墮，尚書令梁楞，尚書左僕射梁安，吏部尚書辛牢等八大臣，同為輔政大臣。
壽光元年（355年）六月，段純對剛剛登位就立即改元為“壽光”的苻生諫道：“陛下剛即大位，尚未逾年而改元，於禮不合，請待明年。”苻生大怒，污衊他窮推議主，即下令殺了段純。